# Johan 2. af Kastilien
Johan 2. (spansk: Juan; 6. marts 1405 – 20. juli 1454) var konge af Kastilien og León fra 1406 til 1454.
Johan var søn af kong Henrik 3. af Kastilien og Katarina af Lancaster. Han efterfulgte sin far som konge i 1406. Han er far til Isabella den Katolske, regerende dronning af Kastilien og gift med Ferdinand 1. af Aragonien.